# 王子と魔女と姫君と
『王子と魔女と姫君と』（おうじとまじょとひめぎみと）は、松月滉による日本の漫画作品。『花とゆめ』（白泉社）にて2010年1号から2014年9号まで連載。おとぎ話系学園逆ハーレム物語。

## あらすじ
女子にモテモテの王子系女子大路昴は、昔住んでいた街に引っ越し、転校することに。そこで待っていたのは幼馴染みの仁をはじめ、元親、真白、零時の「プリンス」と呼ばれる男子たち。さらに途中から隼人、夢路という別のプリンスも登場。昴はさらに、そんな彼らとは前世からの繋がりがあると言われる。

## 登場人物
各キャラクターの学年は第1話を基準に記載。声優はドラマCDのものを記載。

### 主人公
大路 昴（おおじ すばる）
声 - 斎賀みつき
身長：172センチ、体重：56キロ。Dカップ。好きなことは、勉強、女子と話す、かわいいものをこっそり見つめる。
前世は王子だが、その時の記憶は無い。劇中で高校1年生から2年生に進級。好きな色は緑系。
前世にておとぎ話に出てくる姫君、いわばプリンセス達を片っ端から口説いていき、その結果、姫君達の中で王子争奪戦になってしまい、決着は来世に持ち込まれることになる。しかし、それを知った大魔女が激怒し「女に生まれ変わる」呪いをかけられてしまった。
父親が戻ってくるため、女子高の寮から昔住んでいた町に戻ることになった。
王子気質であり、同性からも好意を寄せられることが多々。女子からの好意には慣れているが、女子校暮らしが長かったせいもあり男子からの好意や愛情表現に慣れていないため、戸惑う一面がある。天然タラシで、隠れSでもある。変態嫌い。

### 学園のプリンス
黒森 仁（くろもり めぐみ）
声 - 日野聡
身長：176センチ、体重：65キロ。好きなことは、昼寝、占い。
前世は魔女。大路昴の幼馴染み。高校1年生。好きな色は黒。
占いが好きで、本やTVなどの情報をよく実行する。
本人いわく「恋愛感情におさまらないくらい」昴がとても大事。そのため、前世が魔女ということを隠している。前世との関わりを知る一般人ということにしている。
基本的に面倒くさがりだが、周りのボケについツッコミを入れてしまうなど貧乏くじを引いている。
煤原 零時（すすはら れいじ）
声 - 前野智昭
前世はシンデレラ。無駄が嫌い（常に節約）。高校1年生。好きな色は灰色。
メガネ男子で、ドS発言がとても多い。家事全般を得意としているが、それは必要だったから自分で身に付けたという。2人の兄がいて、長兄はホスト。
雪梨 真白（ゆきなし ましろ）
声 - 寺島拓篤
前世は白雪姫。動物と仲良し。高校1年生。好きな色は白。
好きなものは小動物とりんご。嫌いなものは運動と野菜。いつもりんごを常備し、どこからともなく取り出して食べている。どこにしまってあるかは不明。
常に眠たげであるが、愛情表現はストレートである。時々、大胆な行動をする（3巻参照）。黒髪で腹違いの弟と妹がいて、とても可愛がっている。
指宿 元親（いぶすき もとちか）
声 - 梶裕貴
前世は親指姫。腕っぷしが強い。中学3年生。好きな色は黄。
可愛い容姿で明るく甘えん坊。前世と現世の境遇から、暗い所を苦手としている。
夢路とは犬猿の仲で、顔を突き合わすたびに喧嘩が始まる。そのためか、夢路のことは「色魔」、または「夢路さん」と呼び、先輩を付けない。
茨城 夢路（いばらき ゆめじ）
前世は眠り姫。お調子者。高校2年生。好きな色は紫。
見た目からよく不良に勘違いされ、噂されがちである。昼寝と女子をこよなく愛していて、午後9時になると自動電源オフ(爆睡)する。日頃の行動と発言とは裏腹に、純情な一面がある。軽いノリゆえか、王子達の中でも扱いが酷い。
魚住 隼人（うおずみ はやと）
前世は人魚姫。泳ぐのが好き。高校2年生。好きな色は青。
歌声は超絶的に音痴であり、その歌声を直で聞くと、頭痛、めまい、吐き気等の症状が出る。そのため、隼人が歌を歌おうとすると、喧嘩している者たちは必ず謝る（2巻参照）。
前世の愛しい人として王子を見ていて、昴にどうこうする気は見られない様子の、草食系男子。

### 学園関係
緋頭 米子（ひとう こめこ）
前世は赤ずきん（王子とは友人関係）。高校1年生。小柄美少女。大食い。昴とは親友。
常に何かしらの食べ物を汚れを気にせず食べているため、零時によく注意される。空いているからという理由で男子トイレに堂々と入ることができる人物だが、これも零時に説教される。歳の離れた許嫁がいたが、ふられている。
春野 なずな（はるの なずな）
昴と同じクラス。妄想少女。真白に憧れているが、昴にもときめいており、2人の間で心が揺れている。
秋山 せり（あきやま せり）
昴と同じクラス。常識人。ツッコミ役に回ることが多い。煤原ファン。
染井 吉野（そめいよしの）
高校1年生。写真撮影が好き。学園内では主にプリンス達を盗撮して販売している。
総合病院の令嬢だが、男口調。魚住隼人に好意を抱いている。隼人に好意を持っている故に彼だけは撮影しない。
小津 魔姫（おづ まき）
声 - 高橋直純
本名は悟（さとる）。学園理事長。おネエ系。好きな色は金・銀。
姫ではないが、前世の関わりを知っている謎の人物。前世の王子と昴のことは嫌いらしい。

## 書誌情報
- 松月滉 『王子と魔女と姫君と』 白泉社〈花とゆめコミックス〉、全12巻
  1. 2010年7月16日発売、ISBN 978-4-592-19251-0
  2. 2010年11月19日発売、ISBN 978-4-592-19252-7
  3. 2011年3月18日発売、ISBN 978-4-592-19253-4
  4. 2011年7月20日発売、ISBN 978-4-592-19254-1
  5. 2011年10月20日発売、ISBN 978-4-592-19255-8
  6. 2012年2月20日発売、ISBN 978-4-592-19256-5
  7. 2012年6月20日発売、ISBN 978-4-592-19257-2
  8. 2012年12月20日発売、ISBN 978-4-592-19258-9
  9. 2013年4月19日発売、ISBN 978-4-592-19259-6
  10. 2013年10月18日発売、ISBN 978-4-592-19260-2
  11. 2014年3月20日発売、ISBN 978-4-592-19625-9
  12. 2014年6月20日発売、ISBN 978-4-592-19626-6

## その他
非売品ドラマCD

「Wイケ♥声まつり」※『花とゆめ』2011年4号付録
1. 「王子と魔女と姫君と」
2. 「声優かっ!」（南マキ）